# Byers Green
Byers Green är en by i civil parish Spennymoor, i kommunen Durham i grevskapet Durham, i England. Byn är belägen 9,8 km från Durham. Orten har 833 invånare (2015). Byers Green var en civil parish 1866–1937 när blev den en del av Spennymoor, Crook and Willington och Bishop Auckland. Civil parish hade 1 962 invånare år 1931.